# Union, West Virginia
Union är administrativ huvudort i Monroe County i West Virginia i USA. Orten hade 565 invånare enligt 2010 års folkräkning.